# CA Marbella
A CA Marbella, teljes nevén Club Atlético Marbella egy már megszűnt spanyol labdarúgócsapat. a klubot 1947-ben alapították, ötven évvel később szűnt meg. Jogutódja az UD Marbella.

## Statisztika
| Szezon      | Osztály    | Poz. | Copa del Rey |
| ----------- | ---------- | ---- | ------------ |
| 1947-48-tól | Regionális | —    |              |
| 1962-63-ig  | Regionális | —    |              |
| 1963/64     | 3ª         | 6th  |              |
| 1964/65     | 3ª         | 3rd  |              |
| 1965/66     | 3ª         | 2nd  |              |
| 1966/67     | 3ª         | 4th  |              |
| 1967/68     | 3ª         | 6th  |              |
| 1968/69     | 3ª         | 6th  |              |
| 1969/70     | 3ª         | 13th |              |
| 1970/71     | Regionális | —    |              |
| 1971/72     | Regionális | —    |              |
| 1972/73     | Regionális | —    |              |
| 1973/74     | 3ª         | 13th |              |
| 1974/75     | 3ª         | 2nd  |              |
| 1975/76     | 3ª         | 12th |              |
| 1976/77     | Regionális | —    |              |
| 1977/78     | 3ª         | 18th |              |
| 1978/79     | Regionális | —    |              |
| 1979/80     | Regionális | —    |              |

| Szezon  | Osztály | Poz. | Copa del Rey |
| ------- | ------- | ---- | ------------ |
| 1980/81 | 3ª      | 16th |              |
| 1981/82 | 3ª      | 9th  |              |
| 1982/83 | 3ª      | 2nd  |              |
| 1983/84 | 3ª      | 2nd  |              |
| 1984/85 | 2ªB     | 18th |              |
| 1985/86 | 3ª      | 2nd  |              |
| 1986/87 | 3ª      | 2nd  |              |
| 1987/88 | 2ªB     | 9th  |              |
| 1988/89 | 2ªB     | 6th  |              |
| 1989/90 | 2ªB     | 17th |              |
| 1990/91 | 3ª      | 1st  |              |
| 1991/92 | 2ªB     | 1st  |              |
| 1992/93 | 2ª      | 7th  |              |
| 1993/94 | 2ª      | 12th |              |
| 1994/95 | 2ª      | 13th |              |
| 1995/96 | 2ª      | 20th |              |
| 1996/97 | 2ªB     | 20th |              |

## Külső hivatkozások
- Az UD Marbella honlapja (spanyolul)
- Blog (spanyolul)